# Pseudosphenoptera cochonella
Pseudosphenoptera cochonella är en fjärilsart som beskrevs av Embrik Strand 1917. Pseudosphenoptera cochonella ingår i släktet Pseudosphenoptera och familjen björnspinnare. Inga underarter finns listade.